# Български земеделски народен съюз – Народен съюз
Български земеделски народен съюз – Народен съюз (БЗНС – НС) е българска политическа партия, през по-голямата част от съществуването си оглавявана от Анастасия Мозер.

## Разцепление
През май 2006 г. се провеждат два конгреса на БЗНС – НС. На първия се взима решение за преименуване на партията на Земеделски народен съюз. Това е едно от предварително обявените имена, които от БЗНС – НС избират след като става ясно, че трябва да се преименуват според закона за партиите от 2005 г.
На същия конгрес е взето и решение председателят да се избира от управителния съвет. На заседание на УС за нов председател с 41 гласа от членовете е избран Стефан Личев (който се кандидатира за поста и през 2002 г., но губи от Анастасия Мозер). Другият кандидат е депутатът Борислав Китов. Той получава 35 гласа. Пред форума Личев заявява, че ще работи за обединението на Земеделския съюз.
Три дни след първия конгрес се състои втори, на който 18 души от отцепниците са изключени, в това число Стефан Личев, Борислав Китов, Димитър Чукарски и др. След продължителни съдебни спорове за името Земеделски народен съюз, през ноември 2008 г. групата на Анастасия Мозер приема името Обединени земеделци.
Към края на 2008 г. БЗНС – НС окончателно се разделя на 2 части:
- Земеделски народен съюз, начело със Стефан Личев, който участва на изборите през 2009 г. в коалиция БЗНС,[2] коалицията не събира нужните подписи и не е регистрирана на изборите. ПП на ЗНС взема решение да участва в рамките на проекта за гражданите и регионите заедно с партия РЗС. Избрани са двама народни представители - Димитър Чукарски, организационен секретар на ЗНС, и Димитър Колев. Месец след парламентарните избори и двамата напускат ЗНС и се присъединяват към УС на РЗС, впоследствие напускат и РЗС и се обявяват за независими народни представители. На 39 конгрес на Земеделския народен съюз през 2012 г. е избран нов председател - дългогодишният международен секретар на БЗНС-НС и ЗНС Румен Маринов Йончев. Земеделският народен съюз приема партия БАСТА и някои други фракции и на 9 април 2016 г. се преименува в Народен съюз[3]. След подкрепата на Румен Йончев за правителството „Орешарски“ в 2013 г. (Йончев е депутат от „Коалиция за България“) ЗНС е изключена от ЕНП. През 2021 участва в "Изправи се БГ! Ние идваме", а на изборите през 2022 участва заедно с партия Български Възход.

- Обединени земеделци, начело с Анастасия Мозер, които участват на изборите през 2009 г. в Синята коалиция. Не членуват в ЕНП.